# Kościół Najświętszego Serca Pana Jezusa w Świętochłowicach
Kościół pw. Najświętszego Serca Pana Jezusa – kościół parafialny znajdujący się w Piaśnikach, dzielnicy Świętochłowic przy ul. Chorzowskiej 4.

## Historia
Parafia powstała 1 lipca 1938 jako stacja duszpasterska o nazwie: Lokalia Najsłodszego Serca Pana Jezusa w Szarlocińcu-Piaśnikach. Pierwszym kościołem została ówczesna sala taneczna Nawrat, a kuratusem ks. Aleksander Guzy. Jednak tereny Piaśnik rozbudowywały się, a w pobliżu powstało wielkie osiedle wieżowców i postanowiono wystąpić o wniosek budowy nowego kościoła. Pierwsze starania w tej sprawie zaczęto w 1976. W 1977 r. nowym proboszczem został ks. Józef Palka, który podjął się zadania budowy kościoła. Po wydaniu zezwolenia 20 marca 1980 rozpoczęto budowę w lutym 1982. 2 grudnia 1984 biskup Herbert Bednorz wydał dekret erygujący parafię w Piaśnikach.

Projektantem kościoła i wystroju jego wnętrza był inż. Jacek Kosek, konstruktorami inż. Stanisław Majewski i inż. Marek Właszczuk. Konsekracji kościoła dokonał 8 grudnia 1990 biskup katowicki Damian Zimoń. Stary kościół wyburzono w 1992 roku. Po starym, tymczasowym kościele, pozostała pamiątka w postaci przeniesionego z niego tabernakulum oraz obraz Najświętszego Serca Pana Jezusa.

## Kościół
Kościół ten to dwukondygnacyjny budynek przypominający wieloboczny namiot wznoszący się z jednej strony ku wysokiej wieży-dzwonnicy, składającej się z kilku elementów przestrzennych. Wnętrze głównego kościoła jest jednoprzestrzenne, wieloboczne, z wysuniętą ku centrum częścią ołtarzową. Wzdłuż ścian są empory podparte prostymi słupami. Pod kościołem głównym znajduje się kaplica św. Józefa, w której odbywają się także msze od poniedziałku do piątku oraz w sobotę rano z powodu małej ilości ludzi.
12 września 2004 Ks. Abp Damian Zimoń poświęcił nowe dzwony, wykonywane w ludwisarni Felczyńskich w Taciszowie.
W roku 2006 został zbudowany parking oraz mała architektura (ławki, drzewa) wokół kościoła.

## Chór
Przy kościele działa Chór Ex Animo, który zajmował wysokie miejsca na konkursach chóralnych w Polsce.